# San Bartolo Morelos
San Bartolo Morelos es la cabecera municipal de Morelos y una de sus principales poblaciones. Está ubicada al noroeste del municipio y fue originalmente una localidad otomí.

## Nomenclatura
El nombre prehispánico deriva del náhuatl Nochtitlán. Se conforma por el vocablo Nochtli, "Tuna" y tlan "abundancia". En conjunto significan "donde abundan las nochtli" ó "donde hay muchas tunas". 
En la época colonial su nombre oficial sería San Bartolomé, posteriormente en 1715 se adoptó el nombre San Bartolomé de las Tunas. En 1814 se erige como municipio, adoptando el nombre de San Bartolomé de Morelos. No fue sino a partir de la revolución que adoptaría su nombre actual como San Bartolo Morelos. 

## Historia
En la época colonial, en 1572, de acuerdo a las leyes de las Indias se le otorgaron 600 varas a San Bartolomé. Las varas se medirían hacia los 4 puntos cardinales y se contarían a partir de la iglesia. Hernán Cortés concede a Juan de Cuevas y Jerónimo Ruíz de la Mota dominios que conformaban Jiquipilco, Chapa de Mota y Villa del Carbón. 
En la independencia vecinos se sumaron a las fuerzas insurgentes. En años siguientes se presentan pugnas entre San Bartolomé de las Tunas y sus vecinos por cuestión de límites. Al encontrarse en una situación de abandono, surge la idea de segregarse de Chapa de Mota y el 8 de octubre de 1874, en el decreto número 39 se erigió la municipalidad de San Bartolomé de Morelos. 